# Starman (歌曲)
〈Starman〉是英國歌手大卫·鲍伊於1972年4月28日由RCA唱片發行的單曲，該單曲收錄於其第五張錄音室專輯《The Rise and Fall of Ziggy Stardust and the Spiders from Mars》。這首歌由鮑伊與肯·史考特共同製作，並於1972年2月4日由鮑伊和他的伴奏樂隊「火星蜘蛛」在倫敦的三叉戟錄音室錄製。樂隊成員包括吉他手米克·羅森、貝斯手特雷弗·博德和鼓手米克·伍德曼西。
這首歌曲是專輯中的臨時加成，應RCA要求而創作，並取代了原本計劃收錄的查克·貝瑞翻唱曲〈Round and Round〉。歌詞講述齊格星塵通過電台向地球的年輕人傳遞希望，而這份希望來自於一名外星人「星人」（Starman）的拯救。副歌部分的靈感來自茱蒂·嘉蘭演唱的〈彩虹之上〉，同時也受到了暴龍樂團和至上女声组合等音樂風格的影響。
〈Starman〉自發行以來獲得了廣泛好評，鮑伊在BBC電視節目《流行之巅》上的現場演出使這首歌登上了英國單曲榜第10位，並幫助專輯名列第五。這是鮑伊自三年前的《Space Oddity》以來的首個大熱門單曲。這場演出不僅讓鮑伊一舉成名，還吸引了大量觀眾，其中包括未來的音樂人，如女妖蘇西克、博诺、羅伯特·史密斯、佐治童子和莫里西等人，許多音樂評論家認為〈Starman〉是鮑伊的代表作之一。

## 創作與錄製
〈Starman〉是在RCA總裁丹尼斯·卡茨（Dennis Katz）要求創作一首單曲的背景下誕生的。根據作家凱文·坎（Kevin Cann）的看法，歌曲的標題可能受到了羅伯特·海萊因1953年小說《星人瓊斯》的啟發，而音樂評論家克里斯·奧利里（Chris O'Leary）則將其與大衛·羅姆（David Rome）1965年的短篇小說《S7區有一位星人》（There's a Starman in Ward 7）聯繫起來。
該歌曲錄製於1972年2月4日於倫敦三叉戟錄音室進行，這也是〈Ziggy Stardust》專輯錄製的尾聲。同時錄製的還有〈Rock 'n' Roll Suicide〉和〈Suffragette City〉兩首歌曲。這首歌由鮑伊與共同製作人肯·史考特一同錄製，並由「火星蜘蛛」樂隊演奏。音樂學者彼得·道格特指出，這首歌的風格與鮑伊早期的熱門歌曲〈太空怪谈〉相似，都屬於「太空時代的新奇單曲」。歌曲開頭使用了十二弦木吉他，並演奏了「次屬和弦」，接著是「根音的七和弦」，這些和弦貫穿兩個聲道。隨著歌詞的進入，六弦電吉他的和弦加入，兩把吉他的音頻合併為一個聲道。歌曲的弦樂編曲由米克·羅森提供，傳記作家尼古拉斯·佩格（Nicholas Pegg）認為，這段弦樂編曲更接近鮑伊上一張專輯《Hunky Dory》的風格，而非齊格星塵的風格。
副歌的旋律受到了1939年電影《綠野仙蹤》中茱蒂·嘉蘭演唱的〈彩虹之上〉的啟發，暗示了「星人」的外星起源。歌詞中「星人」一詞的音階跳躍，與茱蒂·加蘭在〈彩虹之上〉中的「somewhere」部分的跳躍相似。道格特指出，〈彩虹之上》通過情感升華引入一個更為開放的副歌，而〈Starman〉的跳躍則由一個不確定的旋律跟隨，反映出鮑伊所扮演角色的內心缺乏自信。佩格提到，鮑伊在1972年8月於彩虹劇院的演出中，將副歌改為「There's a Starman, over the rainbow」，從而進一步強化了兩首歌曲之間的聯繫。
這首歌的其他音樂影響還包括暴龍樂團的〈Hot Love〉和〈Telegram Sam〉，尤其是在副歌部分的「讓所有孩子都一起搖擺」和「啦啦啦」的表現；此外，至上女声组合的〈You Keep Me Hangin' On〉也對《Starman》產生了影響，兩首歌中都包含了類似摩尔斯电码式的吉他和鋼琴段落。英國搖滾樂隊麂皮後來也借用了相同的音階跳躍作為他們的首支單曲〈The Drowners〉的旋律，並在〈The Power〉和〈Beautiful Ones〉中使用類似的「啦啦啦」副歌。

### 製作人員
根據傳記作家凱文・坎恩和克里斯・奧萊里的資料，參與錄製〈Starman〉的樂手如下：
- 大卫·鲍伊 – 主唱，原聲吉他，製作人
- 米克·羅森（英语：Mick Ronson） – 電吉他，梅洛特龍，弦樂編曲，和聲
- 特雷弗·博德（英语：Trevor Bolder） – 貝斯吉他
- 米克·伍德曼西（英语：Mick Woodmansey） – 鼓手
- 肯·史考特（英语：Ken Scott）– 製作人

## 歌詞
〈Starman〉的歌詞描述了齊格星塵透過電台向地球上的年輕人傳遞希望，並講述來自外星的「星人」（Starman）拯救世界的故事。這個故事是從一位聽到齊格訊息的年輕人的視角來敘述的。歌曲引發了多種詮釋，其中包括將其視為耶稣再临的隱喻，亦有人認為它預示了1977年電影《第三類接觸》的情節。與專輯中的另一首歌曲《Moonage Daydream》類似，鮑伊在歌詞中使用了美式俚語，如「boogie」、「Hey, that's far out」、「Don't tell your papa」和「Some cat was layin' down some rock 'n' roll」。傳記作家尼古拉斯·佩格（Nicholas Pegg）指出，這些俚語與強烈的英式感性結合，形成了一種獨特且迷人的風格。
1973年，鮑伊在接受《滾石》專訪時，談到寫給威廉·柏洛茲的歌詞時表示：
齊格在夢中受到名為「無限」（infinites）的存在指引，這些生物告訴他要創作一首關於「Starman」到來的歌曲。於是他寫下了〈Starman〉，這首歌成為人們第一次聽到的「希望」的訊息，因此他們立刻緊緊抓住這個信念。齊格所提到的「Starmen」正是這些「無限」——他們是穿越黑洞的旅者，長年在宇宙間旅行。齊格一直在談論這位即將降臨、拯救地球的神秘太空人，而最終，這些「starmen」降臨在格林尼治村的某個地方。他們沒有任何牽掛，對人類而言也沒有實際用途，只是偶然穿越黑洞闖入了我們的宇宙。舞台劇構想中，其中一個角色外貌酷似马龙·白兰度，另一位則是一名來自紐約的黑人。此外，我還安排了一個名為無限狐狸奎妮（Queenie the Infinite Fox）的角色。
佩格指出，「穿越黑洞」的概念與BBC電視劇《神秘博士》第三季《三位博士》的劇情相似，該劇於1973年初播出，當時鮑伊正在錄製他的後續專輯《Aladdin Sane》。

## 商業表現

### 發行
〈Starman〉於1972年4月28日由RCA唱片發行，作為專輯《The Rise and Fall of Ziggy Stardust and the Spiders from Mars》的主打單曲（RCA 2199），B面為〈Suffragette City〉。單曲最初的混音版本中，副歌前的「摩斯密碼」鋼琴與吉他段落音量較大。這一版本的混音出現在英國原版專輯中，而在其他國際版黑膠唱片中，該段落的音量則較低。這個「大聲混音」版本曾收錄於1980年合輯《The Best of Bowie》中，但1981年的《ChangesTwoBowie》及後續合輯則使用音量較低的混音版本，直至2014年《Nothing Has Changed》和2015年《Five Years (1969–1973)》箱裝合輯的《Re:Call 1》再次收錄該「大聲混音」版本。
根據凱文·坎恩（Kevin Cann）的說法，該單曲於1972年5月20日發行至美國，相較於英國版略有改動：鮑伊的開場講話被刪除，並且「為了符合美國電台對歌曲時長的偏好」，歌曲被縮短了十秒。美國版單曲以單聲道和立體聲兩種格式發行。}}
在專輯中〈Starman〉作為第四首曲目，位於〈Moonage Daydream〉和〈It Ain't Easy〉之間。專輯於1972年6月16日發行。這首歌原本並不在專輯曲目中，而是作為臨時補充取代了查克·貝瑞的翻唱曲〈Round and Round〉。樂評人羅布·謝菲爾德（Rob Sheffield）指出，儘管〈Round and Round}〉與專輯概念相符，但由於專輯B面已經收錄多首帶有貝瑞風格的歌曲，因此顯得多餘。傳記作家尼古拉斯·佩格（Nicholas Pegg）亦評論道：「回想起來，這首鮑伊的經典之作竟是隨意取代了一首查克·貝瑞的翻唱曲，這真是不可思議。」
從商業角度來看，〈Starman〉標誌著鮑伊職業生涯的一個重要轉折。這是自三年前的〈太空怪談〉以來，他首度打入排行榜的單曲。《新音乐快递》（NME）評論員羅伊·卡爾與查爾斯·沙阿·穆雷報導：「許多人誤以為這是鮑伊自《Space Oddity》後的首支新歌」，甚至將其視為前者的續作。佩格指出，正因如此，這首歌的標題與開場吉他段落可能使人誤以為鮑伊「曲庫中僅有一首歌曲」，但其歌詞內容的轉變打破了這一印象。〈太空怪談〉是一則純粹的「科幻故事」，而〈Starman〉則更像是「自信滿滿的宣言——一顆新星誕生了。」
〈Starman〉初期銷量穩定，雖未達到極高銷量，但獲得許多正面評價。BBC廣播員约翰·皮尔在《Disc & Music Echo》專欄中評論：「這首歌太棒了——簡直無與倫比。大衛·鮑伊與凱文·艾爾斯並列為英國當代流行音樂界最重要且被低估的創新者。如果這首歌未能受到重視，將是一大遺憾。」《Melody Maker》的克里斯·韋爾奇則預測：「[鮑伊]成為超級巨星的過程比大多數人更漫長，但他很快就會追趕上羅德與馬克。」
1972年6月15日，鮑伊與火星蜘蛛樂隊在ITV格拉納達的兒童音樂節目《Lift Off with Ayshea》中演唱〈Starman〉。該節目由艾伊莎·哈古主持，鮑伊早在1969年便以表演嘉賓身份與他結識。據佩格描述。這次演出由尼基・格雷厄姆擔任鍵盤手，當時舞台布景以「五光十色的星星」為背景，而鼓手米克·伍德曼西的頭髮尚未「漂白」。該表演於6月21日播出，並安排在「放學後」時段，吸引數千名英國青少年觀賞。
6月24日，〈Starman〉在英國單曲榜升至第49位，並於7月1日攀升至第41位，促使鮑伊獲邀登上BBC電視節目《流行之巅》演出。

### 《流行之巔》演出與影響
1972年7月5日，鮑伊、火星蜘蛛樂隊及鍵盤手格雷厄姆為BBC節目《流行之巔錄製〈Starman〉的表演，次日晚間於BBC One播出。該次演出採用6月29日預錄的伴奏音軌，依據音樂工會規定，歌聲則為現場演唱。鮑伊身穿色彩鮮豔的彩虹連身裝、配上「驚人」的紅髮與太空靴，火星蜘蛛樂隊成員則以藍、粉、紅及金色天鵝絨服裝亮相。演出中，鮑伊神態從容，自信地攬住吉他手米克・朗森的肩膀，展現塗白的指甲，正如傳記作家凱恩所言：「突顯了「齊格星塵」角色的曖昧魅力」。 此外，他將歌詞「Some cat was laying down some rock 'n' roll」改為「Some cat was laying down some get-it-on rock 'n' roll」，向馬克·波倫致敬。當唱到「I had to phone someone so I picked on you ooh ooh」時，他直接指向攝影機，讓觀眾產生被選中的感覺，一位歌迷回憶：「彷彿鮑伊在對我獨自歌唱……那是一種近乎宗教性的體驗。」
這場三分鐘的演出讓鮑伊聲名大噪，成為他職業生涯的轉折點。作家大衛・巴克利指出：「許多歌迷回憶，他們開始喜愛鮑伊，就是從這次《Top of the Pops》演出開始的。」這場表演使 Ziggy Stardust 形象深植英國樂迷心中，帶動〈Starman〉單曲攀升至全英第10名，專輯《The Rise and Fall of Ziggy Stardust and the Spiders from Mars》亦升至第5名。〈Starman〉在英國排行榜停留11週，在美國則於1972年8月最高達告示牌百大單曲榜第65名。
當時的觀眾中，不乏後來成名的音樂人，包括佐治童子、亞當·安特、衝擊合唱團的米克·瓊斯、史班杜芭蕾合唱團的加里·凱普、莫里西、強尼·馬爾、女妖蘇西克、杜蘭杜蘭的約翰·泰勒和尼克·羅茲、流行尖端的戴夫·葛罕以及綠洲合唱團的諾爾·蓋勒格。許多音樂人回憶這場演出對自己的影響。英國哥德搖滾樂隊包浩斯樂團認為，這次表演是他們人生的重大轉折點，後來甚至在1982年翻唱〈Ziggy Stardust〉。治疗乐队主唱羅伯特·史密斯曾表示：「他與眾不同，每個和我同齡的人都記得他在《Top of the Pops》上演唱〈Starman〉的時刻。」U2樂團主唱波諾在2010年接受《滾石》專訪時，提及到：「當我第一次在電視上看到他唱〈Starman〉，就像有個來自天外的生物降臨。美國人把人送上月球，而我們有一位來自太空的英國人——還有一位愛爾蘭母親。」
英國歌手蓋瑞·紐曼在15歲時觀看了這場演出，形容：「這絕對是現代音樂，甚至是娛樂界的關鍵時刻。這需要極大的勇氣，或是對自己的信念達到非凡程度。要說這場表演突出，那都是輕描淡寫了。即便我當時是暴龍樂團的死忠歌迷，我也知道這場演出非同凡響。」Echo & the Bunnymen 主唱 Ian McCulloch 在2007年表示：「當我聽到〈Starman〉並看到這場演出後，我就被迷住了。最初我覺得自己是唯一有這種感受的人，後來發現許多人都認為這場《流行之巔》改變了他們的人生。」艾爾頓·強則簡單地說：「這是如此不同，讓人驚嘆。沒有人曾見過那樣的東西。」
這場演出後來被收錄至2002年發行的DVD《Best of Bowie》，其音頻版本也收錄於2024年發行的《Rock 'n' Roll Star!》套裝內，其中還包括兩首早期試錄版本，以及2022年混音版 ，該版本結合了1972年6月29日錄製的伴奏與2月錄製的原始人聲。此外，鮑伊於1972年5月22日曾在BBC《Johnny Walker Lunchtime Show》演唱〈Starman〉，這場演出於6月初播出，並在2000年發行的《Bowie at the Beeb》中正式發表。

## 評論
《經典搖滾》雜誌的伊恩・福特南在為專輯中的每首曲目排名時，將〈Starman〉排在第二位，僅次於〈Rock 'n' Roll Suicide〉，他寫道，八度音程的跳躍有多種作用：它可以「保證」成為熱門，能激發聽眾的情感反應，但最重要的是，當使用得當時，可以成就一個職業生涯。他認為，儘管茱蒂·嘉蘭在〈彩虹之上〉中的八度跳躍是史上最偉大的，但鮑伊在〈Starman〉和〈Life on Mars?〉中的八度跳躍都為他的職業生涯奠定了基礎。
《Mojo》雜誌在2015年將〈Starman〉列為鮑伊第三佳曲目，僅次於〈Heroes〉和〈Life on Mars?〉。2018年，《NME》的編輯將〈Starman〉評為鮑伊第十五首最偉大的歌曲。在《衛報》為鮑伊50首最偉大歌曲的榜單中，亞歷克西斯・佩特里迪斯將〈Starman〉排在第十一位，並稱其為「幾段引人入勝的音樂片段」，提到暴龍樂團、〈彩虹之上〉以及Blue Mink的〈Melting Pot〉等，並稱其為「鮑伊商業重生的強烈宣告」。在2016年《Ultimate Classic Rock》為鮑伊所有單曲進行排名的榜單中，〈Starman〉排在第17位。
1999年2月，《Q》雜誌將〈Starman〉列為讀者投票選出的100首最偉大的單曲之一。

## 排行榜
| 排行榜 (1972年–2016年)                    | 排名 |
| ----------------------------------------- | ---- |
| 澳洲 (Kent Music Report)                  | 10   |
| 泰國 (曼谷單曲榜)                         | 1    |
| 奥地利（Ö3四十强单曲榜）                  | 55   |
| 加拿大（《RPM》热门单曲榜）               | 64   |
| 歐洲（《告示牌》Euro Digital Song Sales） | 6    |
| Finland (Suomen virallinen lista)         | 15   |
| 法国（法國唱片出版業公會單曲榜）          | 27   |
| 愛爾蘭（愛爾蘭唱片音樂協會单曲榜）        | 17   |
| 以色列 (Media Forest)                     | 9    |
| 意大利（意大利音乐产业联盟单曲榜）        | 41   |
| 日本（Japan Hot 100）                     | 58   |
| 蘇格蘭（官方榜单公司單曲榜）              | 11   |
| 西班牙（Spain Singles Chart）             | 7    |
| 瑞典(Sverigetopplistan)                   | 11   |
| 英國（官方榜单公司單曲榜）                | 10   |
| 美国（《告示牌》百大單曲榜）              | 65   |
| 美國《告示牌》熱門搖滾歌曲                | 19   |

| 地區                         | 认证    | 认证单位/销量 |
| ---------------------------- | ------- | ------------- |
| 意大利（意大利音乐产业联盟） | 白金    | 70,000‡       |
| 西班牙（西班牙音樂製作協會） | 白金    | 60,000‡       |
| 英国（英国唱片业协会）       | 2× 白金 | 1,200,000‡    |
| ‡僅含認證的+實際銷量         |         |               |

## 其他版本
〈Starman〉出現於多張鮑伊的精選集：
- 《The Best of Bowie（英语：Best of Bowie (1980 version)）》 (1980年) – 原版英國單曲混音
- 《Changestwobowie（英语：Changestwobowie）》 (1981年)
- 《Fame and Fashion（英语：Fame and Fashion）》 (1984年)
- 《Changesbowie（英语：Changesbowie）》 (EMI LP 和卡帶版本) (1990年)
- 《The Singles Collection（英语：The Singles Collection (David Bowie album)）》 (1993年)
- 《The Best of David Bowie 1969/1974（英语：The Best of David Bowie 1969/1974）》 (1997年)
- 《Best of Bowie（英语：Best of Bowie）》 (2002年)
- 《The Platinum Collection（英语：The Platinum Collection (David Bowie album)）》 (2006年)
- 《Nothing Has Changed（英语：Nothing Has Changed）》 (2014年) – 原版英國單曲混音
- 《Bowie Legacy（英语：Bowie Legacy）》 (2016年) – 原版英國單曲混音

鮑伊在2000年6月25日於格拉斯顿伯里音乐节的現場演出版本於2018年發行，收錄在《Glastonbury 2000》中。

## 流行文化

### 社群媒體
- 〈Starman〉在TikTok和YouTube Shorts上成為了病毒式传播。被認為是對超人的致敬[67] ，這一趨勢從2023年底到2024年初興起，並且經常與“Hopemaxxing”相聯繫；“Hopemaxxing”是指最大化個人希望和對生活的積極展望的過程。各種英雄行為的片段通常會與這首歌進行配樂。[68]

### 電視與電影
- 這首歌出現在《王冠》第三季第九集的結尾片段中，並在結尾字幕中播放。[69]
- 這首歌出現在2015年電影《絕地救援》中，並被收錄在其原聲大碟中。[70]
- 這首歌在2022年皮克斯动画工作室動畫電影《巴斯光年》中首度預告片中出現。[71]
- 這首歌出現在迷你劇集《手槍》第一集中，並由兩位主要角色演唱。[72]
- 這首歌也出現在2022年懸疑電影《鋒迴路轉：抽絲剝繭》中，與專輯中的另一首歌曲《Star》一同出現。[73]

### 廣告
- 2016年，這首歌出現在奧迪的超級碗廣告中。[74]
- 這首歌在2018年香奈兒Bleu de Chanel的電視廣告中出現。[75]

### 其他
- 作家詹姆斯・羅賓遜於1994年創作的漫畫系列《星俠（英语：Starman_(Jack_Knight)）》講述了一名外星人米卡爾・托馬斯的故事，他在地球上生活時以「Starman」為化名。在故事的開場場景中，米卡爾聲稱地球人給他起這個名字，因為他的生活與鮑伊的歌曲相似。[76]
- 2016年美國總統候選人伯尼·桑德斯在其競選活動中廣泛使用這首歌。[77]
- 埃隆·马斯克的特斯拉Roadster在獵鷹重型運載火箭的首次測試飛行中被發射到繞太陽軌道的過程中，車內的假人被命名為「Starman」，以此來向這首歌致敬。[78]

### 書籍
- Buckley, David. . London: 維京圖書（英语：Virgin Books）. 1999. ISBN 978-1-85227-784-0.
- Buckley, David. . London: Virgin. 2005 [1999]. ISBN 978-0-75351-002-5.
- Cann, Kevin. . Croydon, Surrey: Adelita. 2010. ISBN 978-0-95520-177-6.
- 羅伊·卡爾（英语：Roy Carr）、查爾斯·沙爾·默里（英语：Charles Shaar Murray）. . 埃爾派出版公司（英语：Eel Pie Publishing）. 1981. ISBN 978-0-38077-966-6.
- 彼得·多格特（英语：eter Doggett）. . New York City: 哈潑柯林斯. 2012. ISBN 978-0-06-202466-4.
- O'Leary, Chris. . Winchester: Zero Books（英语：John Hunt Publishing）. 2015. ISBN 978-1-78099-244-0.
- Pegg, Nicholas.  7th. London: Titan Books. 2016. ISBN 978-1-78565-365-0.
- 馬克·史皮茨（英语：Marc Spitz）. . New York City: 王冠出版集團（英语：Crown Publishing Group）. 2009. ISBN 978-0-307-71699-6.
- 保羅·特倫卡（英语：Paul Trynka）. . New York City: 利特爾布朗公司（英语：Little, Brown and Company）. 2011. ISBN 978-0-31603-225-4.